# Lepturges laetus
Lepturges laetus là một loài bọ cánh cứng trong họ Cerambycidae.